# Horná Potôň
Horná Potôň (in ungherese Felsőpatony) è un comune della Slovacchia facente parte del distretto di Dunajská Streda, nella regione di Trnava.